# Garde-Colombe
Garde-Colombe es una comuna nueva francesa situada en el departamento de Altos Alpes, de la región de Provenza-Alpes-Costa Azul.

## Historia
Fue creada el 1 de enero de 2016, en aplicación de una resolución del prefecto de Altos Alpes de 2 de octubre de 2015 con la unión de las comunas de Eyguians, Lagrand y Saint-Genis, pasando a estar el ayuntamiento en la antigua comuna de Eyguians.

## Demografía
| Gráfica de evolución demográfica de Garde-Colombe entre 1800 y 2013 |
|                                                                     |

Los datos entre 1800 y 2013 son el resultado de sumar los parciales de las tres comunas que forman la nueva comuna de Garde-Colombe, cuyos datos se han cogido de 1800 a 1999, para las comunas de Eyguians, Lagrand y Saint-Genis de la página francesa EHESS/Cassini. Los demás datos se han cogido de la página del INSEE.

## Composición
| Comuna delegada | Código INSEE | Población (2013) | Superficie (km²) | Densidad (hab./km²) |
| --------------- | ------------ | ---------------- | ---------------- | ------------------- |
| Eyguians        | 05053        | 229              | 9.37             | 24                  |
| Lagrand         | 05069        | 266              | 6.92             | 38                  |
| Saint-Genis     | 05143        | 50               | 18.32            | 3                   |